# Касарна Александар Берић
Касарна Александар Берић је војни објекат на простору града Новог Сада. У њој се налази команда и више јединица Речне флотиле. Касарна је добила име по Александру Берићу, морнаричком официру који је после вишедневне и храбре борбе потонуо са својим бродом током априлског рата.

## Име
Објекат данас нови име по Александру Берићу поручник бојног брода прве класе Краљевске морнарице који је командовао бродом Драва и са њиме учествовао у Априлском рату. После вишедневне борбе поручник Берић поштујући неписано правило тоне са својим бродом у близини села Чиб (данашње Челарево).
Пре тога у заједничкој држави Краљевини Југославији касарна се звала Морнарица, име које се и дан данас колоквијално користи. После Другог светског рата, до преименовања, касарна се звала по нардоном хероју Душану Вукасовићу Диогену.

## Географија и положај
Комплекс овог војног објекта налази се у делу Новог Сада под именом Лиман 3. Главни улаз у овај објекат и његова званична адреса јесте улица 1300 каплара.
Због своје намене као објекат речних јединица касарна се налазе на десној обали десног крака залива Дунавац. На другој страни обале налазе се објекти некадашњег бродоградилишта Нови Сад.

## Будући планови
По предложеном генералном убанистичком плану за Нови Сад, предвиђено је, након 2030. године, измештање касарне са постојеће локације и замена исте будућим стамбеним комплексом, у јавности познатим као Нови Сад на води.